# Іларі Ейяля
Іларі Ейяля (фін. Ilari Äijälä, нар. 30 вересня 1986, Гельсінкі) — фінський футболіст, півзахисник клубу «Гонка».

## Клубна кар'єра
У дорослому футболі дебютував 2005 року виступами за команду клубу ГІК, у якій провів два сезони, взявши участь у 22 матчах чемпіонату.
У 2007 році на правах оренди захищав кольори команди клубу КТП.
Своєю грою за останню команду привернув увагу представників тренерського штабу клубу «МюПа», до складу якого приєднався 2008 року. Відіграв за команду з Аньяланкоскі наступні два сезони своєї ігрової кар'єри. Більшість часу, проведеного у складі «МюПа», був основним гравцем команди.
До складу клубу «Гонка» приєднався 2011 року. Наразі встиг відіграти за команду з Еспоо 40 матчів у національному чемпіонаті.

## Виступи за збірні
2009 року залучався до складу молодіжної збірної Фінляндії. На молодіжному рівні зіграв у 1 офіційному матчі.
2012 року дебютував в офіційних матчах у складі національної збірної Фінляндії. Наразі провів у формі головної команди країни 1 матч.